# 本名ワコウ
本名 ワコウ（ほんな ワコウ）は、日本の漫画家。

## 略歴
- 2008年、小学館の携帯向け書き下ろし男性コミックサイト『モバMAN』にて『隣人バリュー』を連載。
- 2009年、『モバMAN』にて『ノ・ゾ・キ・ア・ナ』の連載を開始。
- 2011年、『週刊少年サンデー』にて『ノゾミとキミオ』を掲載。後に連載化し、『ノゾ×キミ』とタイトルを改め、2012年、『週刊少年サンデーS』で連載を開始。
- 2013年、『ノ・ゾ・キ・ア・ナ』が完結。
- 2014年、『ノゾ×キミ』が『ノゾ×キミ -2年生編-』として『週刊少年サンデー』に移籍する。
- 2015年、『ノゾ×キミ』が完結。
- 2016年、『週刊少年サンデー』にて『ふれるときこえる』を連載。同年、完結。
- 2017年、『サンデーうぇぶり』にて『ハダカメラ』を連載。
- 2019年、『サンデーうぇぶり』にて『カイカンドウキ』を連載。
- 2022年、『サンデーうぇぶり』にて『ふたりハイシン』を連載。

## 作品

### 連載
- 隣人バリュー（『モバMAN』、未単行本化）
- ノ・ゾ・キ・ア・ナ（『モバMAN』2009年1月23日 - 2013年2月1日、全13巻）
- ノゾ×キミ（『週刊少年サンデーS』2012年5月号 - 2014年4月号 → 『週刊少年サンデー』2014年26号 - 2015年20号、全8巻）
- ふれるときこえる（『週刊少年サンデー』2016年4・5合併号 - 2016年45号、全4巻）
- ハダカメラ（『サンデーうぇぶり』2017年4月5日 - 2019年2月6日、全9巻）
- カイカンドウキ（『サンデーうぇぶり』2019年 - 2021年、全9巻）
- ふたりハイシン（『サンデーうぇぶり』2022年 - 2024年、全5巻）

### 読切
- ノゾミとキミオ（『週刊少年サンデー』2011年12号 - 2011年14号）